# Los Angeles Rams 2022
La stagione 2022 dei Los Angeles Rams è stata la 85ª della franchigia nella National Football League, la 55ª nell'area metropolitana di Los Angeles e la sesta con Sean McVay come capo-allenatore. La squadra si presentò ai nastri di partenza come campione in carica dopo la vittoria del Super Bowl LVI sui Cincinnati Bengals. Tuttavia, dopo avere vinto due delle prime tre gare, i Rams faticarono fino a conquistare il poco ambito titolo di peggiore squadra campione in carica degli sport professionistici nordamericani.
I Rams non riuscirono a migliorare il loro record di 12–5 della stagione precedente dopo una sconfitta nella settimana 10 contro gli Arizona Cardinals. Dopo una sconfitta nella settimana 13 contro i Seattle Seahawks la squadra ebbe la matematica certezza della prima annata con un record negativo dal 2016 (la prima stagione negativa dell'era Sean McVay inoltre). Dopo una sconfitta nella settimana 15 contro i Green Bay Packers furono eliminati dalla caccia ai playoff. Un'altra sconfitta nel penultimo turno contro i rivali cittadini dei Los Angeles Chargers segnò l'11ª sconfitta dei Rams, superando il record negativo dei Denver Broncos del 1999 per il maggior numero di sconfitte per una squadra vincitrice del Super Bowl. Dopo una sconfitta ai tempi supplementari contro i Seahawks nell'ultima giornata, non riuscirono a superare la percentuale di vittorie del 33,3 dei San Francisco 49ers del 1982, stabilendo un altro primato negativo. La percentuale di 29,4 dei Rams fu la peggiore della storia di qualsiasi campione in carica della NFL o della AFL. Furono i primi vincitori del Super Bowl a terminare con un bilancio negativo dai Tampa Bay Buccaneers del 2003 e i primi a mancare i playoff dai Denver Broncos del 2016. Inoltre, i Rams vinsero una sola gara in trasferta per la prima volta dal 2011, quando avevano sede a St. Louis.
La squadra vide gli infortuni di diversi giocatori chiave come il quarterback Matthew Stafford e gli All-Pro Cooper Kupp e Aaron Donald, tutti protagonisti della stagione vincente di un anno prima. I Rams conclusero con il terzo maggior numero di giocatori in lista infortunati dopo i Tennessee Titans e i Denver Broncos. Nelle prime undici gare della stagione, Los Angeles fece partire undici diverse combinazioni di giocatori titolari nella linea offensiva. Nessuna squadra dalla fusione AFL-NFL del 1970 lo aveva mai fatto prima.

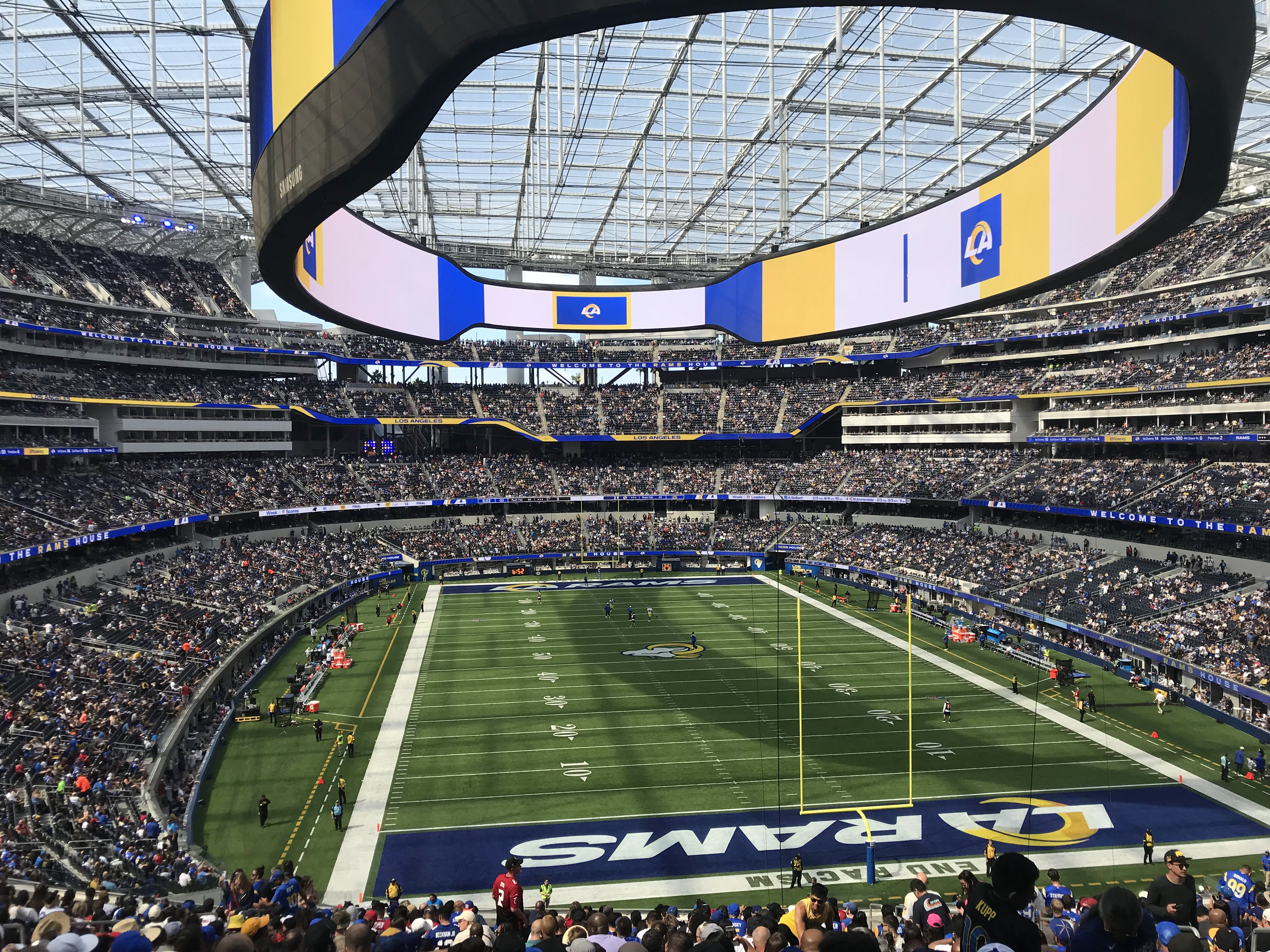
Il SoFi Stadium nella partita della settimana 2 contro i Falcons

## Scelte nel Draft 2022
| Scelte dei Rams nel Draft 2022 |        |                 |       |                      |
| Giro                           | Scelta | Giocatore       | Ruolo | College              |
| 3                              | 104    | Logan Bruss     | OG    | Wisconsin            |
| 4                              | 142    | Cobie Durant    | CB    | South Carolina State |
| 5                              | 164    | Kyren Williams  | RB    | Notre Dame           |
| 6                              | 211    | Quentin Lake    | S     | UCLA                 |
| 6                              | 212    | Derion Kendrick | CB    | Georgia              |
| 7                              | 235    | Daniel Hardy    | LB    | Montana State        |
| 7                              | 253    | Russ Yeast      | S     | Kansas State         |
| 7                              | 261    | A.J. Arcuri     | OT    | Michigan State       |

## Staff
| Staff dei Los Angeles Rams nel 2022 |
| --- |
| Organi dirigenziali - Proprietario/Chairman: Stan Kroenke - COO/Vice presidente esecutivo delle operazioni del football – Kevin Demoff - General manager – Les Snead - Vice presidente dell'amministrazione del football – Tony Pastoors - Direttore delle operazioni del football – Sophie Harlan - Dirigenti del personale senior – Brian Xanders e Ray Farmer - Consulente del personale senior – Taylor Morton - Assistente del direttore degli osservatori del college – Ted Monago - Assistente del direttore degli osservatori dei professionisti – John McKay - Direttore della gestione del draft – J.W. Jordan - Direttore dell'ingaggio dei giocatori – Jacques McClendon Capo allenatore - Capo-allenatore – Sean McVay - Assistente//tight end – Thomas Brown Altri allenatori - Preparatore atletico – Justin Lovett - Assistente p.a. – Fernando Noriega - Assistente p.a. – Dustin Woods Allenatori dell'attacco - Coordinatore offensivo – Liam Coen - Assistente quarterback – Zac Robinson - Running back – Ra'Shaad Samples - Wide receiver – Eric Yarber - Offensive line – Kevin Carberry - Assistente attacco – Nick Jones - Assistente attacco – Zak Kromer - Assistente attacco – Jake Peetz - Assistente attacco – Greg Olson Allenatori della difesa - Coordinatore difensivo – Raheem Morris - Gioco sulle corse/defensive line – Eric Henderson - Assistente defensive line – Skyler Jones - Linebacker – Chris Shula - Inside linebacker – Chris Beake - Assistente linebackers – Thad Bogardus - Assistente secondary – Jonathan Cooley - Coaching fellowship – Lance Schulters Allenatori dello special team - Coordinatore dello special team: Joe DeCamillis - Assistente special team – Jeremy Springer - Assistente allenatore senior – John Bonamego |

## Roster
| Roster dei Los Angeles Rams nel 2022 |
| --- |
| Quarterback - 16 Bryce Perkins - 9 Matthew Stafford - 13 John Wolford Running Back - 3 Cam Akers - 34 Jake Funk - 27 Darrell Henderson Wide Receiver - 15 Tutu Atwell - 12 Van Jefferson - 10 Cooper Kupp - 82 Lance McCutcheon - 19 Brandon Powell - 1 Allen Robinson - 18 Ben Skowronek Tight End - 89 Tyler Higbee - 88 Brycen Hopkins Offensive Linemen - 63 Oday Aboushi G - 55 Brian Allen C - 73 David Edwards G - 71 Bobby Evans T - 79 Rob Havenstein T - 77 Alaric Jackson T - 62 Jeremiah Kolone G - 70 Joseph Noteboom T - 65 Coleman Shelton G Defensive Linemen - 93 Marquise Copeland DE - 99 Aaron Donald DT - 91 Greg Gaines NT - 97 Michael Hoecht DT - 94 A'Shawn Robinson DE - 92 Jonah Williams NT Linebacker - 54 Leonard Floyd OLB - 43 Jake Gervase ILB - 58 Justin Hollins OLB - 35 Jake Hummel ILB - 53 Ernest Jones ILB - 52 Terrell Lewis OLB - 56 Christian Rozeboom ILB - 96 Keir Thomas OLB - 45 Bobby Wagner ILB Defensive Back - 26 Terrell Burgess FS - 14 Decobie Durant CB - 4 Jordan Fuller SS - 6 Derion Kendrick CB - 22 David Long CB - 5 Jalen Ramsey CB - 24 Taylor Rapp SS - 31 Robert Rochell CB - 33 Nick Scott FS - 21 Russ Yeast FS Special Team - 11 Riley Dixon P - 8 Matt Gay K - 42 Matthew Orzech LS Lista delle riserve - 72 Tremayne Anchrum G (IR) - 95 Bobby Brown III NT (Sospeso) - 60 Logan Bruss G (IR) - 44 Daniel Hardy OLB (IR) - 2 Troy Hill CB (IR) - 32 Travin Howard ILB (NF-Inj.) - 83 Warren Jackson IR - 17 J.J. Koski WR (IR) - 37 Quentin Lake FS (PUP) - 23 Kyren Williams RB (IR) Squadra di allenamento - 61 A.J. Arcuri T - 67 Chandler Brewer T - 90 Earnest Brown IV DE - 49 Roger Carter TE - 20 T.J. Carter SS - 68 T.J. Carter DE - 69 Elijah Garcia DT - 36 Grant Haley CB - 87 Jacob Harris WR - 46 Jared Pinkney TE - 66 Max Pircher T - 25 Trey Ragas RB (Practice squad/Injured) - 30 Ronnie Rivers RB - 98 Brayden Thomas OLB - 81 Austin Trammell WR - -- Zach VanValkenburg DE - 51 Benton Whitley OLB 52 attivi, 10 inattivi, 15 nella squadra di allenamento |
| Legenda - I rookie sono in corsivo. - Il primo ruolo è il principale mentre gli eventuali successivi indicano i ruoli secondari. - (IR) sta per Injured Reserve ed indica la lista ristretta per un solo giocatore infortunato che può tornare ad allenarsi dopo la settimana 6 e a rientrare in prima squadra dopo che questa ha giocato 8 partite. - (NF-Inj.) / (NF-Ill.) stanno rispettivamente per Non-Football Injured e Non-Football Illness ed indicano le liste dove viene inserito un giocatore che ha un infortunio o una malattia non dipendente dal football americano. - (PUP) sta per Physically Unable to Perform ed indica la lista dove viene inserito un giocatore mentre è in attesa di recuperare la condizione fisica. Nella stagione regolare dopo la sesta partita giocata dalla propria squadra, il giocatore ha tempo tre settimane per riprendere ad allenarsi, più tre settimane aggiuntive dal suo rientro agli allenamenti per rientrare in prima squadra. |

## Precampionato
Il 12 maggio 2022 sono state annunciate le partite dei Rams nel precampionato.
| Precampionato |                |                        |           |        |                |         |
| Settimana     | Data           | Avversario             | Risultato | Record | Stadio         | Sintesi |
| 1             | 13 agosto 2022 | @ Los Angeles Chargers | V 29-22   | 1-0    | SoFi Stadium   | Sintesi |
| 2             | 19 agosto 2022 | Houston Texans         | S 20-24   | 1-1    | SoFi Stadium   | Sintesi |
| 3             | 27 agosto 2022 | @ Cincinnati Bengals   | S 7-16    | 1-2    | Paycor Stadium | Sintesi |

## Stagione regolare

### Calendario
Il calendario della stagione regolare è stato annunciato il 12 maggio 2022. Il gruppo degli avversari, stabiliti sulla base delle rotazioni previste dalla NFL per gli accoppiamenti tra le division nonché dai piazzamenti ottenuti nella stagione precedente, fu giudicato come il più duro da affrontare tra tutti quelli della stagione 2022.
| Stagione regolare |                   |                           |               |        |                       |         |
| Settimana         | Data              | Avversario                | Risultato     | Record | Stadio                | Sintesi |
| 1                 | 8 settembre 2022  | Buffalo Bills (K)         | S 10-31       | 0-1    | SoFi Stadium          | Sintesi |
| 2                 | 19 settembre 2022 | Atlanta Falcons           | V 31-27       | 1-1    | SoFi Stadium          | Sintesi |
| 3                 | 25 settembre 2022 | @ Arizona Cardinals       | V 20-12       | 2-1    | State Farm Stadium    | Sintesi |
| 4                 | 3 ottobre 2022    | @ San Francisco 49ers (M) | S 9-24        | 2-2    | Levi's Stadium        | Sintesi |
| 5                 | 9 ottobre 2022    | Dallas Cowboys            | S 10-22       | 2-3    | SoFi Stadium          | Sintesi |
| 6                 | 16 ottobre 2022   | Carolina Panthers         | V 24-10       | 3-3    | SoFi Stadium          | Sintesi |
| 7                 | Riposo            | Riposo                    | Riposo        | Riposo | Riposo                | Riposo  |
| 8                 | 30 ottobre 2022   | San Francisco 49ers       | S 14-31       | 3-4    | SoFi Stadium          | Sintesi |
| 9                 | 6 novembre 2022   | @ Tampa Bay Buccaneers    | S 13-16       | 3-5    | Raymond James Stadium | Sintesi |
| 10                | 13 novembre 2022  | Arizona Cardinals         | S 17-27       | 3-6    | SoFi Stadium          | Sintesi |
| 11                | 20 novembre 2022  | @ New Orleans Saints      | S 20-27       | 3-7    | Caesars Superdome     | Sintesi |
| 12                | 27 novembre 2022  | @ Kansas City Chiefs      | S 10-26       | 3-8    | Arrowhead Stadium     | Sintesi |
| 13                | 4 dicembre 2022   | Seattle Seahawks          | S 23-27       | 3-9    | SoFi Stadium          | Sintesi |
| 14                | 8 dicembre 2022   | Las Vegas Raiders (T)     | V 17-16       | 4-9    | SoFi Stadium          | Sintesi |
| 15                | 19 dicembre 2022  | @ Green Bay Packers (M)   | S 12-24       | 4-10   | Lambeau Field         | Sintesi |
| 16                | 25 dicembre 2022  | Denver Broncos            | V 51-14       | 5-10   | SoFi Stadium          | Sintesi |
| 17                | 1º gennaio 2023   | @ Los Angeles Chargers    | S 10-31       | 5-11   | SoFi Stadium          | Sintesi |
| 18                | 8 gennaio 2023    | @ Seattle Seahawks        | S 16-19 (DTS) | 5-12   | Lumen Field           | Sintesi |

Note:
- Gli avversari della propria division sono in grassetto.
- Il simbolo "@" indica una partita giocata in trasferta.
- (K) indica il Kickoff Game, (M) il Monday Night Football, (T) il Thursday Night Football e (S) il Sunday Night Football.

## Premi

### Premi settimanali e mensili
- Baker Mayfield:

giocatore offensivo della NFC della settimana 14
- Cam Akers:

running back della settimana 16